# Sitting Bull

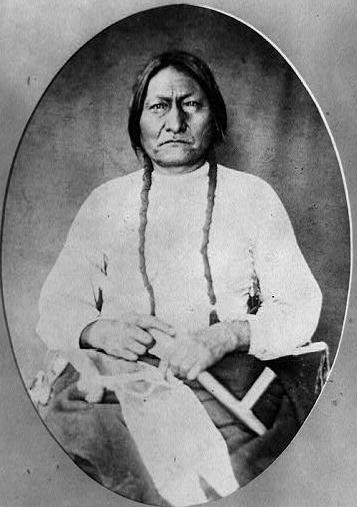
Sitting Bull 1882.

Sitting Bull eller Sittande tjuren, Tȟatȟáŋka Íyotake på lakota, ursprungligen Húŋkešni (den långsamme), född omkring 1831 vid Grand River i nuvarande South Dakota, död 15 december 1890 i Standing Rock Indian Reservation i North Dakota, var högste hövding över den nordamerikanska urfolkstammen hunkpapa (sioux).

## Biografi
Hans krigshövding var Pizi ("buffelgalla"), mer känd som Gall, en av ursprungsbefolkningens ledare i Slaget vid Little Big Horn 25 juni 1876. Sitting Bull fick sitt namn som fjortonåring då han utmärkte sig i strid mot Apsáalookefolket. Tidigare hade hans far lystrat till namnet, men efter sonens bragd gav denne namnet till sonen och tog själv ett namn som på engelska översätts som Jumping Bull. Sitting Bull steg snabbt i graderna och blev känd av både sitt folk samt stammens fiender som en av siouxnationens främsta krigare. 
Före 1860-talet hade Sitting Bull begränsad kontakt med de vita och ledde framgångsrikt sitt folk i strid mot rivaliserande stammar, främst kråk- och assiniboinstammarna. Vid en av dessa strider sårades han i foten, vilket orsakade att han för resten av sitt liv gick med en haltande gång. 
År 1862 utbröt ett uppror bland santee-siouxerna i Minnesota, som slogs ned. Många santeer flydde västerut ut på prärien i Dakotaterritoriet för att söka skydd bland sina västliga släktingar. Sitting Bull fick här för första gången en inblick i hur eländigt ursprungsfolken hade det i de etablerade reservaten de tvångsförflyttats till av européerna, och tvingats bosätta sig i med begränsad rättighet och tillgång över jakt, resurser och rörelsefrihet. Han blev fast besluten att skydda sitt folk mot den vite mannens förtryck.
Under stridigheterna med amerikanska armén 1876 blev han den samlande kraften bland siouxerna och cheyennerna (han försökte även få med siksikauwafolken i Kanada i kampen) i den händelsekedja som ledde fram till slaget vid Little Big Horn. Vid själva slaget deltog han själv inte i aktivt på grund av att han var alltför fysiskt svag efter en soldansceremoni.
Sitting Bull ledde så småningom sin stam till Kanada, där de bodde tills han 1881 utlovades amnesti av den amerikanska regeringen. 
År 1885 turnerade Sitting Bull med Buffalo Bill Codys vilda västern-show. När den religiösa och mystiska andedansen spred sig hos siouxerna försökte myndigheterna förmå hövdingen att stoppa rörelsen. Sitting Bull sade att han inte längre kunde förvägra siouxerna deras hopp, varpå han blev gripen. Det utbröt då tumult och Sitting Bull och hans son Crow Foot blev skjutna.